# Halte de Lamasquère
La halte de Lamasquère était une halte ferroviaire française de la ligne de Toulouse à Boulogne-sur-Gesse, située en zone rurale sur le territoire de la commune de Saint-Clar-de-Rivière, à proximité de Lamasquère, dans le département de la Haute-Garonne, en région Occitanie.
C'était une halte, mise en service en 1901 par la compagnie des chemins de fer du Sud-Ouest et définitivement fermée au trafic des voyageurs en 1949.

## Situation ferroviaire
Établie à 183 mètres d'altitude, la halte de Lamasquère était située au point kilométrique (PK) 23,2 de la ligne de Toulouse à Boulogne-sur-Gesse, entre la halte de Bontemps et la gare de Saint-Clar-de-Rivière.

## Histoire
La halte de Lamasquère est mise en service le 28 février 1901 par la compagnie des chemins de fer du Sud-Ouest.
La halte ferme en même temps que la ligne, le 31 décembre 1949.

## Service des voyageurs
Halte fermée située sur une section de ligne déclassée.

## Patrimoine ferroviaire
Il n'existe plus de traces de l'ancienne halte. Une route a remplacé la voie ferrée,.